# Kebero (instrument)
Pour les articles homonymes, voir kebero.

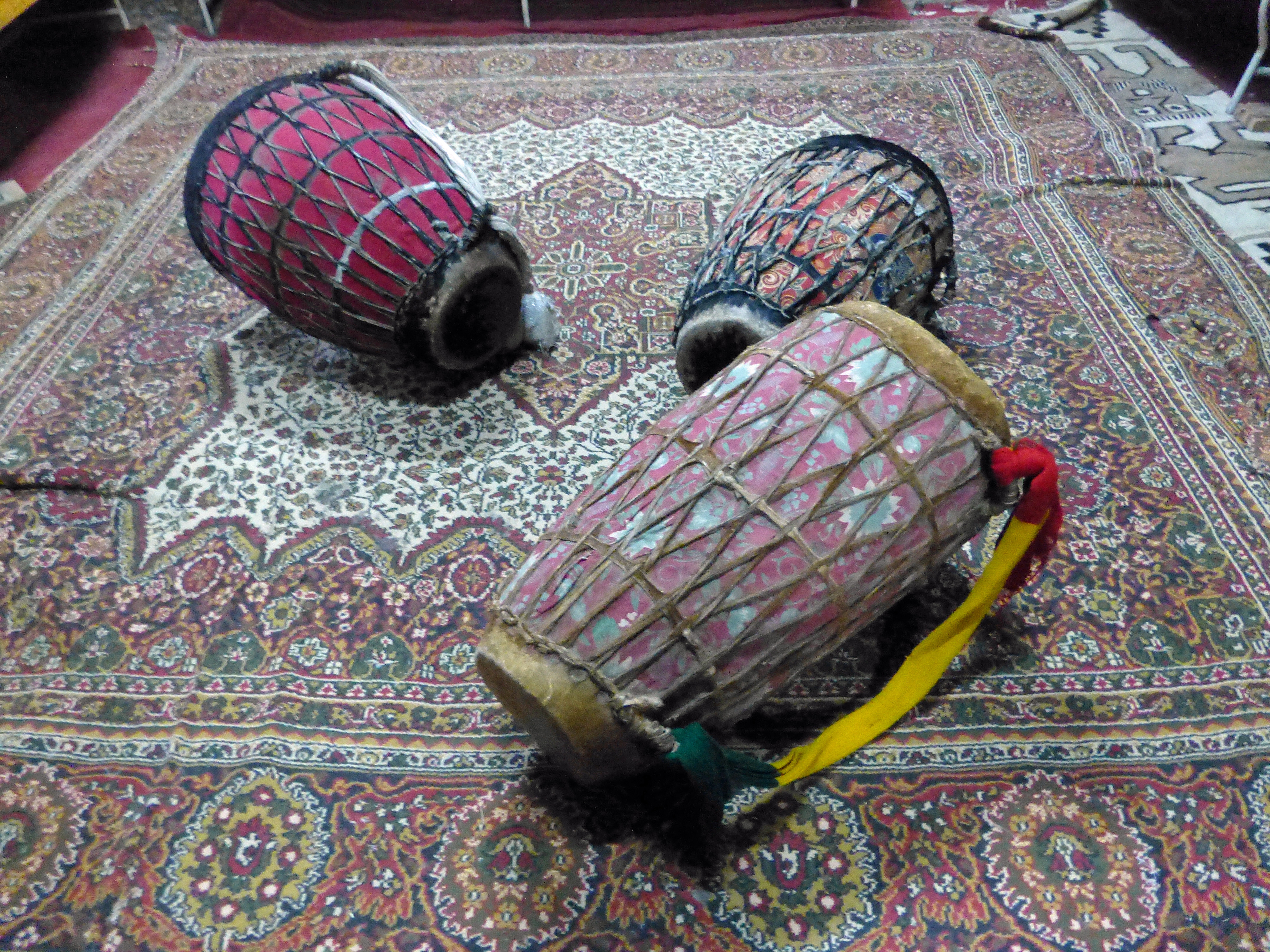
Keberos dans une église de Lalibela.

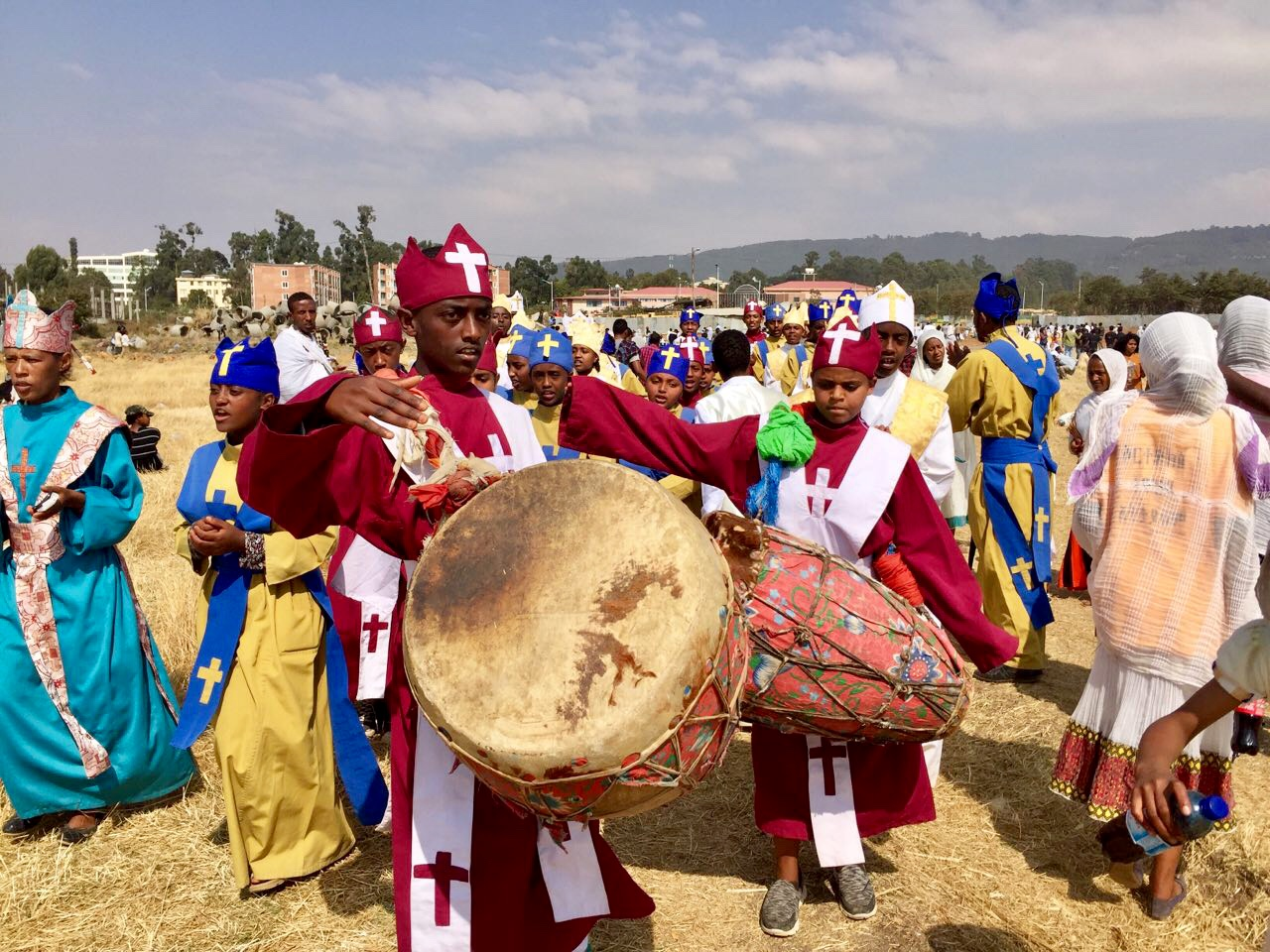
Utilisation le jour de l'Épiphanie.

Le kebero est un tambour conique à double tête utilisé dans la musique éthiopienne. Il est composé d'un grand corps en bois et de deux têtes faites à partir de peaux de vache, que l'on frappe avec les mains. Il est utilisé dans les cérémonies religieuses de l'Église éthiopienne orthodoxe.

## Facture
Un morceau de cuir est tendu à chaque extrémité, formant ainsi un membranophone. Une version plus grande de l'instrument est utilisée dans la musique liturgique de l'Église orthodoxe, alors que les versions plus petites sont utilisées pour les célébrations laïques.